# 999 (số)
999 là số tự nhiên đứng trước 1000 và đứng sau 998.